# Альнуджи, Николя
Николя Альнуджи (фр. Nicolas Alnoudji; род. 9 декабря 1979, Гаруа) — камерунский футболист, игравший на позиции полузащитника.

## Клубная карьера
Начал играть в футбол на родине в клубах «Котон Спорт» и «Тоннер».
В 2000 году перешёл в «Ризеспор», где стал выступать со своим соотечественником Сулейманом Хамиду. В турецком клубе Альнуджи провёл два сезона в Суперлиге, сыграв в 37 матчах.
Летом 2002 года камерунец перешёл в «Пари Сен-Жермен», однако сразу был отдан в аренду в «Бастию». В Лиге 1 дебютировал в 3-м раунде, 17 августа, в матче против «Монако» (1:0), выйдя на замену на 89 минуте. В целом же Николас сыграл за клуб 12 матчей в высшем французском дивизионе.
В августе 2003 года подписал контракт с клубом «Седан», где встретились трое его соотечественников (Пьер Нжанка, Пьюс Ндиефи и Маркус Мокаке). Однако вскоре Альнуджи покинул клуб, перейдя в катарский «Ас-Сайлия», а в следующем году поиграл за эмиратский «Аль-Айн (футбольный клуб)|Аль-Айн».
В сезоне 2004/05 выступал за бельгийский «Монс», который занял последнюю позицию в таблице и вылетел из высшего дивизиона. После этого следующие полтора года Николя играл во втором португальском дивизионе за «Ольяненсе».
В зимнее трансферное окно сезона 2006/07 Альнуджи перешёл во французский «Кретей», с которым по итогам того сезона вылетел из Лиги 2, тем не менее остался в команде ещё на один сезон в третьем дивизионе.
В 2008 недолго находился в составе румынского «Пандурия», после чего перешёл в чемпионат Реюньона, где выступал за «Сент-Пьер».
Завершил профессиональную игровую карьеру в родном клубе «Коттон Спорт» в 2012 году.

## Международная карьера
В 2000 году дебютировал за национальную сборную Камеруна. В том же году в составе олимпийской сборной поехал на Олимпийские игры в Сидней, выиграв на них золотые медали.
В следующем году в составе сборной был участником розыгрыша Кубка конфедераций 2001 года в Японии и Южной Корее, чемпионата мира 2002 года в Японии и Южной Корее и Кубке африканских наций 2002 года в Мали, выиграв тот турнир.
В течение карьеры в национальной команде, которая длилась три года, провел в форме главной команды страны 17 матчей.

## Достижения

### Клубная

#### «Котон Спорт»
- Чемпион Камеруна: 2010, 2011
- Обладатель Кубка Камеруна: 2011

### Международная
- Олимпийский чемпион: 2000
- Обладатель Кубка африканских наций: 2002